# Marie Angélique de Scorailles
Marie Angélique de Scorailles, księżna de Fontanges (ur. lipiec 1661 – zm. 28 czerwca 1681) – francuska szlachcianka i jedna z wielu kochanek króla Francji Ludwika XIV. Na dworze znalazła się jako jedna z dam dworu jego szwagierki, Elżbiety Charlotty, księżnej Orleanu i zwróciła uwagę Króla Słońce, stając się wkrótce jego kochanką w 1679. Zmarła prawdopodobnie w wyniku komplikacji związane z porodem.

## Królewska metresa
Marie Angélique de Scorailles urodziła się w 1661 roku na zamku w Cropières w Górnej Owernii. Wkrótce jej rodzina sobie sprawę, że jej uroda jest wielkim atutem i wydali wystarczająco dużo pieniędzy, by móc opłacić zakup dla niej sukni i strojów oraz wysłać ją na dwór w nadziei, że zostawszy kochanką królewską zdobędzie wielkie wpływy i tym samym wzbogaci swoją rodzinę. Marie Angélique przybyła na dwór Ludwika XIV w 1678 i stała się damą dworu księżnej Orleanu. W tym czasie król rozdarty był pomiędzy miłością do swojej długoletniej metresy Markizy de Montespan i guwernantki swoich bękartów pani de Maintenon. Zauroczony pięknem młodej dziewczyny, król nieoczekiwanie opuścił obie kobiety. To odsunięcie zarówno Athénaïs i Françoise, zagrażało im obydwu. Mimo swojej niezwykłej urody fizycznej Marie Angélique miała być w żargonie dworskim "głupia jak kosz", tak przynajmniej twierdziły złożone z urzędu metresy królewskiej Montespan i Maintenon pewne, że Ludwik XIV wróci do jednej z nich. Ustalenia pomiędzy dziewczyną a reprezentantem króla zostały szybko podpisane i w kilka tygodni po prezentacji na dworze, rozkochany król uczynił ją swoją nową maîtresse-en-titre i rozpoczął organizacje rozrywek na jej cześć.
Ludwik pokazał swoją wielką miłość do Marie Angélique nosząc wstęgi przy kapeluszu dokładnie tego samego koloru co suknia noszona przez jego nową metresę. To pochlebstwo zepsuło ją, a ona sama zaczęła uważać siebie za królową. Obnosiła się z bogactwem swoich strojów i błyszczącą świeżością urodą przed królową Marią Teresą sprawiając, że sama Athénaïs de Montespan miała się czerwienić ze wstydu z powodu jej zachowania. Król dawał jej sto tysięcy koron miesięcznie, dwa razy też taką sumę jako prezent, ale nie mógł zaspokoić jej apetytu na bogactwo i chęci epatowania nim, jej przepyszna kareta zaprzężona była w osiem koni (co było przywilejem księżnych krwi), a ona sama wydawała się "pożerać swoje panowanie na raz". Ludwik XIV nagle odmłodniał – zaczął nosić diamenty, wstążki i pióra. Każdego dnia wychodzili na kolejne przyjęcie, balet, komedię czy operę – nigdy ekstrawagancja i rozrzutność monarsza nie zaszła równie daleko.

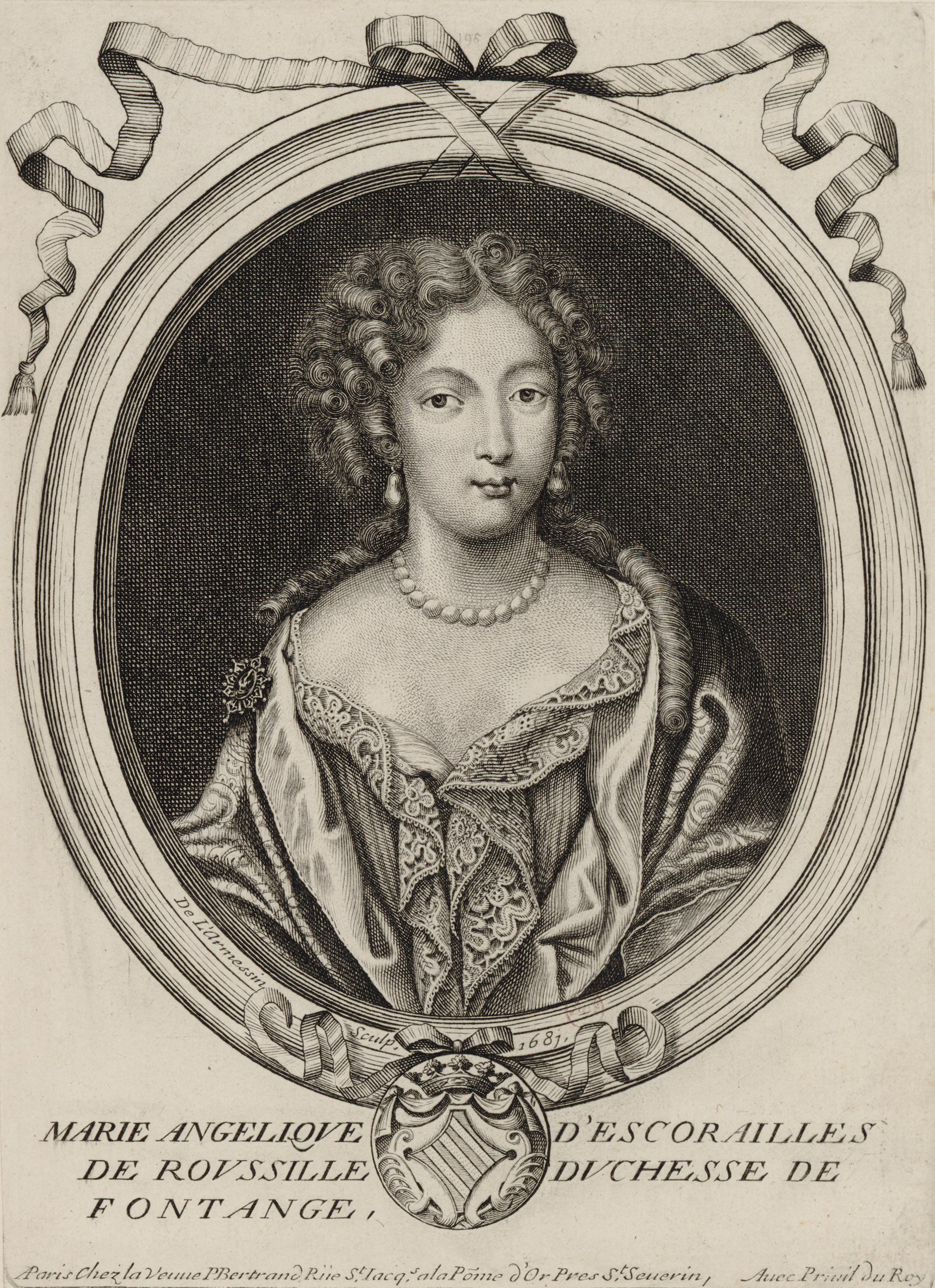

Wkrótce okazało się, że Marie Angelique jest w ciąży co wywołało wściekłość u markizy de Montespan, która nie myślała, że król był tak naprawdę zakochany w swojej młodej metresie – myślała, że ich romans był kaprysem, który mogła łatwo kontrolować i nie mniej łatwo zdoła zniszczyć. Potem miała powiedzieć do pani de Maintenon, "Jego wysokość ma trzy kochanki: ta mała zdzira [Marie Angélique] wypełnia faktyczne obowiązki kochanki, ja noszę oficjalny tytuł, a ty władasz jego sercem."
Marie Angelique stworzyła słynną modę na fontazie: podczas polowania w lesie Fontainebleau, jej fryzura wskutek wiatru i jazdy konnej uległa zniszczeniu i młoda księżna znalazła się przed królem z włosami luźno związanymi wstążką, opadające lokami do ramion. Król uznał tę fryzurę jako zachwycającą i następnego dnia wszystkie kobiety na dworze zaczęły nosić tę fryzurę, z wyjątkiem de Montespan, który głośno powiedziała, że ta fryzura była w "złym guście". Nienawiść pomiędzy Athénaïs i Marie Angélique doszła do tego stopnia, że Athénaïs uwolniła dwa swoje oswojone niedźwiedzie, które trzymała w małej menażerii zbudowanej dla niej przez króla na terenie pałacu i "przypadkowo" te dwa niedźwiedzie zniszczyły wspaniałe apartamenty nowej metresy w Wersalu. Według włoskiego pamiętnikarza na dworze królewskim, Primiego Viscontiego, był to "najrozkoszniejszy epizod dworskiego życia".
W grudniu 1679 roku Marie Angélique urodziła przedwcześnie martwego chłopca. Miała powiedzieć, że została "ranna w służbie królewskiej". Król nadał jej tytuł księżnej de Fontanges i rentę w wysokości 80.000 liwrów, jednak w roku 1680 Ludwik XIV zaczął oddalać się od niej. Jeszcze chora (cierpiała na częste obfite krwotoki) po urodzeniu dziecka udała się do opactwa w Chelles i nie pojawiła się już więcej na dworze.

Pani de Fontanges wyjechała do Chelles. Miała cztery powozy, każdy zaprzężony w sześć koni, a jej własną karetę ciągnęło osiem rumaków. Były z nią również wszystkie jej siostry, lecz aż żal było patrzeć na ich smutek i na tę piękność krwawiącą, bladą, zmienioną, przygiętą rozpaczą, nienawidzącą swoich 40,000 ecus rocznie i taboretu, który jej teraz przysługiwał – pragnęła tylko powrotu do zdrowia i odzyskania miłości króla, którą utraciła.

W 1681 roku Marie Angélique dostała wysokiej gorączki i została przewieziona do opactwa Port-Royal. Według niektórych źródeł urodziła przedwcześnie dwie martwe dziewczynki w marcu. Niestety jej renta nie miała być płacona zbyt długo. Marie Angélique twierdziła, że król dowiedziawszy się o tym, że jego metresa jest umierająca wezwała króla do opactwa. Ludwik XIV miał się zgodzić na jej prośbę. Wczuł się w jej cierpienie, płakał i siedział przy niej bardzo długo. Fontanges miała powiedzieć: "Mogę umrzeć szczęśliwa, bo widziałam łzy w oczach mojego króla". Ale historia ta została uznana za nieprawdziwą przez dworzan w Wersalu, ponieważ według nich w rzeczywistości król dawno już o niej zapomniał. Księżna zmarła w nocy 28 czerwca 1681. Nie miała jeszcze dwudziestu lat.